# Open Prévadiès 2008
L'Open Prévadiès 2008 è stato un torneo di tennis facente parte della categoria ATP Challenger Series nell'ambito dell'ATP Challenger Series 2008. Il torneo si è giocato a Saint-Brieuc in Francia dal 31 marzo al 6 aprile 2008 su campi in terra rossa e aveva un montepremi di €30 000.

## Vincitori

### Singolare
Christophe Rochus ha battuto in finale  Marcel Granollers con il punteggio di 6–2 4–6 6–1

### Doppio
Adrian Cruciat /  Daniel Muñoz de la Nava hanno battuto in finale  Xin-Yuan Yu /  Zeng Shaoxuan con il punteggio di 4–6, 6–4, 10-4